# Deltocoelidia maldonadoi
Deltocoelidia maldonadoi är en insektsart som beskrevs av Kramer 1961. Deltocoelidia maldonadoi ingår i släktet Deltocoelidia och familjen dvärgstritar. Inga underarter finns listade i Catalogue of Life.